# إيس لوميس
إيس لوميس (بالإنجليزية: Ace Loomis)‏ هو لاعب كرة قدم أمريكية أمريكي، ولد في 12 يونيو 1928 في دوبوك في الولايات المتحدة، وتوفي في 11 سبتمبر 2003.

## وصلات خارجية
- إيس لوميس على موقع مرجع كرة القدم المحترفة.كوم (الإنجليزية)